# Heteronyx novitius
Heteronyx novitius är en skalbaggsart som beskrevs av Blackburn 1910. Heteronyx novitius ingår i släktet Heteronyx och familjen Melolonthidae. Inga underarter finns listade i Catalogue of Life.